# 峰山站
峰山站（日语：／ Mineyama eki */?）是位於京都府京丹後市峰山町杉谷992番2號，WILLER TRAINS（京都丹後鐵道）的宮豐線（愛稱為宮津線）車站。車站編號為T19。
在2014年，經過京丹後市的「站之愛稱選定委員會」公開招募後，決定把愛稱定為「羽衣天女之里站」。

## 歷史
- 1925年（大正14年）11月3日 - 鐵道省丹後山田站（現時：與謝野站）至此站之間開通，此站啟用[1]。
- 1926年（昭和元年）12月25日 - 國有鐵道網野站至此站之間開通[1]。
- 1987年（昭和62年）4月1日 - 伴隨國鐵分割民營化，車站由西日本旅客鐵道（JR西日本）營運[1]。
- 1990年（平成2年）4月1日 - 宮津線由北近畿丹後鐵道接管，成為北近畿丹後鐵道車站[1]。
- 2015年（平成27年）4月1日 - 由WILLER TRAINS接管車站，成為京都丹後鐵道宮豐線車站。

## 車站構造
車站是一座地面車站，設有2面3線混合式月台，可進行列車交會。此站設有跨站式站房。1號月台為單式月台，2、3號月台為島式月台。車站大樓的外觀是丹後縐綢和織布機作為造型。
此站是丹鐵線內15個有人車站之一，為簡易委託車站。在早上和晚上沒有車站職員當值，在這些時段，於1號月台側邊的傷殘人士通道會開放出入。此站設有自動售票機。
在售票櫃臺中，可購買硬票的入場票、乘車票（丹鐵線內、直通至JR線）、自由席特急票（包括前往京都的繼乘優惠）。
在2011年3月，2、3號月台側的傷殘人士專用斜道落成。使用前必需預約，並在車站營業時間內使用。
此站曾經設有Kiosk，為在第三部門鐵路車站中少見設有Kiosk的車站。但是該商店在2015年3月19日結業並撤走。

### 月台
| 月台 | 路線    | 上下行 | 方向                   | 備註                |
| ---- | ------- | ------ | ---------------------- | ------------------- |
| 1    | ■宮豐線 | 下行   | 網野、久美濱、豐岡方向 |                     |
| 2、3 | ■宮豐線 | 上行   | 天橋立、宮津方向       | 部分列車使用3號月台 |

在上述的路線名稱中，採用了乘客資訊上稱呼的（愛稱）名字。
3號月台的列車主要用作待避和折返之用，為了維護路軌，部分上行普通列車會使用該月台。

## 車站周邊
- 京丹後市政廳（舊・峰山町公所）
- 峰山杉谷郵局
- 西垣（日语：にしがき）站前店
- Godai藥品（日语：ゴダイ）峰山杉谷店

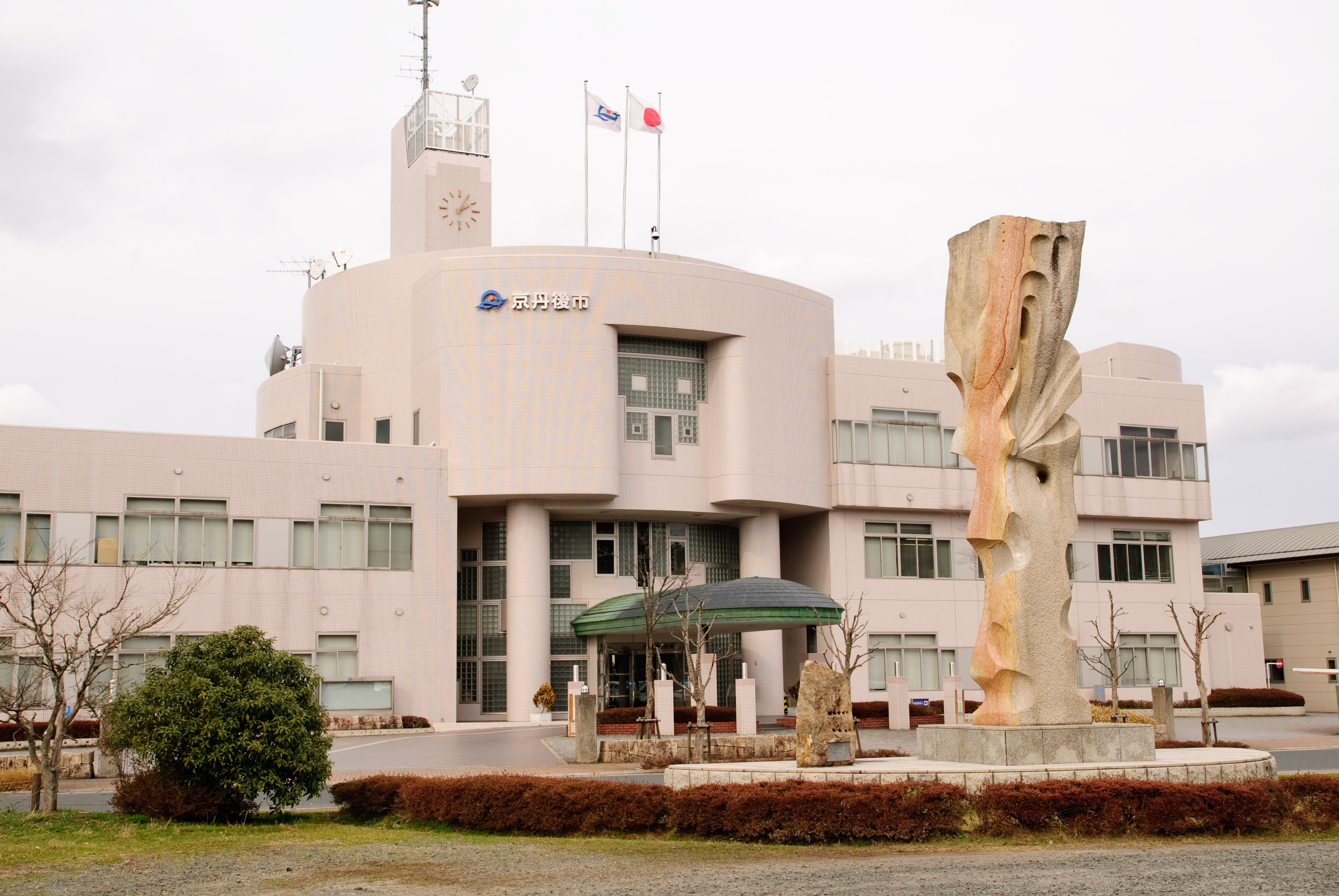
京丹後市政廳

- Fresh Bazaar（日语：さとう (京都府)）峰山Park店
- 京都北都信用金庫（日语：京都北都信用金庫）峰山中央分店
- 京都銀行峰山支店
- 京都府立峰山高等學校（日语：京都府立峰山高等学校）
- Glow & Glow
  - Nico Nico租車京丹後峰山店
- 國道482號（日语：国道482号）
- 京丹後社區放送（日语：京丹後コミュニティ放送）

在2006年8月，行政與當地經濟界等的希望下，日本租車峰山營業所開業。但是在2009年8月關閉。後來，在2011年12月，Nico Nico租車京丹後峰山店開業。
峰山是丹後縐綢發源地。另外，前南海鷹（現時：福岡軟銀鷹）捕手野村克也（後來在南海、益力多、阪神、樂天監督）曾經在峰山高校就讀。

## 巴士
- 丹後海陸交通
  - 前往溝谷（彌榮醫院前）、網野站前、間人方向
  - 前往野田川丹海前、與謝之海醫院方向
  - 前往久美濱站前
  - 前往阪急梅田站的高速巴士

## 的士
- 峰山的士

## 使用狀況
此站的使用人次相對地較多。在京都丹後鐵道單獨車站中排名第3位（第1位是宮津站，第2位是天橋立站）。
以下為近年1日平均乘車人次列表：
| 乘車人次變化 | 乘車人次變化    |
| 年度         | 1日平均乘車人次 |
| ------------ | --------------- |
| 1999         | 279             |
| 2000         | 271             |
| 2001         | 288             |
| 2002         | 411             |
| 2003         | 408             |
| 2004         | 400             |
| 2005         | 384             |
| 2006         | 369             |
| 2007         | 328             |
| 2008         | 252             |
| 2009         | 245             |
| 2010         | 288             |
| 2011         | 309             |
| 2012         | 312             |
| 2013         | 300             |
| 2014         | 288             |
| 2015         | 317             |
| 2016         | 285             |
| 2017         | 288             |
| 2018         | 286             |

## 相鄰車站
WILLER TRAINS（京都丹後鐵道）
宮豐線（宮津線）
- 特急「橋立」、「丹後接力號」停車站

快速（包含「丹後路」）、普通
京丹後大宮（T18）－峰山（T19）－網野（T20）

## 注腳
1. 1 2 3 4 5 6  曾根悟（監修）. 朝日新聞出版分冊百科編集部（編集） , 编. . 週刊朝日百科. 14号 神戸電鉄・能勢電鉄・北条鉄道・北近畿タンゴ鉄道. 朝日新聞出版. 2011-06-19: 21、27–28頁 （日语）.
2. ↑  . 京丹後市. 2014-06-20  [2015-11-30]. （原始内容存档于2015-12-08） （日语）.
3. ↑  広報きょうたんごおしらせ版 平成23年4月8日発行 5ページ （页面存档备份，存于）（日語）
4. ↑  １７年間、ありがとう…　タンゴ鉄道峰山駅のキヨスク閉店へ （页面存档备份，存于）（日語） - 京都新聞 2015年3月17日
5. ↑  両丹経済新聞 2006年8月21日号 （页面存档备份，存于）（日語）
6. ↑  過去のOPEN情報一覧 （页面存档备份，存于）（日語）（ニコニコレンタカー）
7. ↑  京都府統計書（2005年前）
8. ↑  京丹後市統計書（2006年後）

## 外部連結
- 峰山站 （页面存档备份，存于）（日語） - 京都丹後鐵道